# Републикански път III-121
Републикански път IIІ-121 е третокласен път, част от републиканската пътна мрежа на България, изцяло на територията на област Видин. Дължината му е 49,6 км.
Пътят започва от 2,7 км на Републикански път II-12 при село Иново, минава през село Градец и продължава нагоре по левия бряг на река Тополовец. След това се изкачва по долината на левия ѝ приток Рабровска река, преминава през село Периловец и достига до село Шишенци. От там завива на изток, отново се спуска в долината на Рабровска река, завива на юг и с няколко остри завоя се изкачва до село Бойница. От него се спуска в долината на река Тополовец, минава по язовирната стена на язовир „Кула“ и достига до центъра на град Кула, където се съединява с второкласен път II-14.
| Пътища, отклоняващи се надясно (населено място, № на пътя, посока на пътя) | Км   | Пътища, отклоняващи се наляво (посока на пътя, № на пътя, населено място) |
| -------------------------------------------------------------------------- | ---- | ------------------------------------------------------------------------- |
| Община Видин, II-12, 2,7 км ←                                              | 0,0  | ← 2,7 км, II-12, Община Видин                                             |
| (за с. Динковица) общински път ←                                           | 4,4  |                                                                           |
| (за с. Плакудер) общински път с. Градец ←                                  | 7    | с. Градец                                                                 |
|                                                                            | 14,5 | → общински път (за с. Долни Бошняк)                                       |
| Община Бойница                                                             | 17,6 | Община Бойница                                                            |
| (за с. Раброво) общински път ←                                             | 20,7 |                                                                           |
| с. Периловец                                                               | 26,6 | с. Периловец                                                              |
| (за с. Бориловец) общински път ←                                           | 31,5 |                                                                           |
| (за с. Градсковски колиби) общински път с. Шишенци ←                       | 33   |                                                                           |
| с. Бойница                                                                 | 41,2 | → с. Бойница общински път (за с. Долни Бошняк)                            |
| Община Кула                                                                | 47,8 | Община Кула                                                               |
| 30,2 км на II-14 гр. Кула                                                  | 49,6 | гр. Кула, 30,2 км на II-14                                                |